# 지치부 대
지치부대는 일본의 보소반도에서 간토 산지, 아카이시산맥, 기이 산지, 시코쿠 산지, 규슈 산지를 거쳐 오키나와까지 길이 1,500 km에 걸쳐 띠 모양으로 분포하는 지체구조이다. 주로 쥐라기의 부가체로 구성된다. 사이타마현 지치부시의 이름을 따서 명명되었다. 북측에서는 산바가와 대와 접하고, 남쪽은 시만토 대와 접하고 있다. 동서 방향의 단층에 의해 북지치부 대, 중지치부 대(구로세가와 대), 남지치부 대(산포산 대)의 3개의 지역으로 구분된다.